# Sullivan, Indiana
Sullivan är administrativ huvudort i Sullivan County i Indiana. Orten har fått sitt namn efter militären Daniel Sullivan. Sullivan hade 4 249 invånare enligt 2010 års folkräkning.